# Sidney Govou
Sidney Rodrique Noukpo Govou (* 27. Juli 1979 in Le Puy-en-Velay) ist ein ehemaliger französischer Fußballspieler, der während seiner Laufbahn unter anderem bei Olympique Lyon unter Vertrag stand und französischer Nationalspieler war.

## Vereinskarriere
Sidney Govou, dessen Eltern aus dem Benin stammen, begann seine Karriere beim Amateurverein ES Aiglons Briviste und wechselte 1996 im Alter von 17 Jahren zu Olympique Lyonnais. Dort bekam er im Juli 1999 einen Profivertrag und feierte sein Debüt in der A-Mannschaft im Januar 2000 bei der 1:2-Niederlage gegen AJ Auxerre. Er bestritt in der Saison 1999/2000 noch drei weitere Spiele, wobei er, wie zuvor schon Thierry Henry, von der Flügelposition in die Spitze wechselte. Auf europäischer Bühne machte er erstmals auf sich aufmerksam, als er in der Saison 2000/01 gegen den FC Bayern München zwei Tore schoss. Nach dem Verkauf von Steve Marlet kam er erstmals in die Startformation. In dieser Saison schoss er zehn Tore, unter anderem eines am letzten Spieltag gegen RC Lens, wodurch sich Olympique Lyon erstmals den Meistertitel und den Ligapokal sicherte. Es folgten sieben weitere Meistertitel in den Jahren 2002 bis 2008. Durch seinen Treffer im französischen Pokalfinale 2008 konnte das erste Mal in der Vereinsgeschichte Lyons der Doublesieg perfekt gemacht werden. Durch den 1:0-Siegtreffer Govous in der Verlängerung konnte man sich gegen Paris Saint-Germain durchsetzen.
Nachdem sein Vertrag nicht verlängert worden war, wechselte Sidney Govou im Juli 2010 zum griechischen Doublegewinner Panathinaikos Athen, bei dem er einen auf zwei Jahre befristeten Vertrag unterschrieb. Zur Saison 2011/2012 wechselte er zurück in die französische Ligue 1 zum Aufsteiger FC Évian Thonon Gaillard. Der frühere Nationalspieler unterzeichnete einen Vertrag über 2 Jahre. Am 10. März 2012 zog sich Govou im Ligaspiel gegen den FC Sochaux einen Riss der Achillessehne des linken Fußes zu, der ihn für den Rest der Spielzeit außer Gefecht setzte. Fast auf den Tag genau ein Jahr später verletzt sich Govou am 16. März 2013 erneut schwer. Während der Auswärtspartie gegen den OSC Lille erlitt er einen Riss der Patellasehne und einen Bruch der Kniescheibe. Im Januar 2014 schloss sich der mittlerweile vertragslose Govou dem Viertligisten Monts d’Or Azergues Chasselay an, bei dem mit Ludovic Giuly bereits ein anderer Ex-Nationalspieler spielte.
Ab Juni 2015 spielte er kurzfristig für den US-amerikanischen Verein FC Miami City Champions.

## Nationalmannschaft
Bevor Sidney Govou 2002 mit der französischen U-21-Nationalmannschaft das Finale der U-21-Europameisterschaft erreichte, spielte er in diversen Jugend-Nationalmannschaften. Sein Debüt in der A-Nationalmannschaft feierte er am 21. August 2002 beim 1:1 gegen Tunesien. Auch beim Konföderationenpokal 2003, den Frankreich gewann, kam er dreimal zum Einsatz und erzielte ein Tor. Er bestritt vier Spiele in der Qualifikation zur Europameisterschaft, kam dann jedoch bei der EM selbst trotz Nominierung nicht zum Einsatz. In der Qualifikation zur WM 2006 war er meist nur Zuschauer.
Aufgrund einer Verletzung (Schien- und Wadenbeinbruch) in einem Testspiel gegen China von Djibril Cissé wurde Govou für die Fußball-Weltmeisterschaft 2006 in Deutschland nachnominiert. Seinen ersten WM-Einsatz hatte er am 23. Juni im Spiel gegen Togo in Köln, als er für Franck Ribéry eingewechselt wurde. Im Achtelfinale gegen Spanien wurde er für Florent Malouda eingewechselt.
Bei der EM-Endrunde 2008 gehörte er erneut zum französischen Aufgebot. Er kam in der Gruppenphase bei der 1:4-Niederlage gegen Niederlande 75 Minuten zum Einsatz, ehe ihn Trainer Raymond Domenech für Nicolas Anelka auswechseln ließ. Im entscheidenden Gruppenspiel gegen Italien spielte Govou 66 Minuten, ehe er abermals für Anelka ausgewechselt wurde. Frankreich schied als Gruppenletzter aus.

## Medienkarriere
Nach dem Ende seiner Laufbahn als Spieler wurde Govou ab 2015 beim Fernsehsenders Canal + als Experte bei Fußballübertragungen und als Gastgeber der Interviewreihe „La Mi-Temps de Sidney“ (deutsch: Sidneys Halbzeit) tätig.

## Erfolge
- französischer Meister (7-mal): 2002–2008
- französischer Pokalsieger (1-mal): 2008
- französischer Ligapokalsieger (1-mal): 2001
- französischer Supercup (6-mal): 2002–2007